# World Team Challenge 2024
Il World Team Challenge 2024 si è svolto il 28 dicembre alla Veltins-Arena di Gelsenkirchen.
La competizione si articola in due fasi: una prima gara in mass start e una seconda gara di inseguimento,. 

## Novità
A differenza degli anni precedenti, il ritardo nella partenza in linea non è stato dimezzato all'inizio della gara ad inseguimento. Invece, le prime sette squadre sono partite a cinque secondi di distanza, mentre le restanti tre squadre sono partite insieme con 35 secondi di ritardo.

## Risultati
| Pos | Atleti                                           | Nazione   | Tempo (Pen)   |
| --- | ------------------------------------------------ | --------- | ------------- |
| 1   | Karoline Offigstad Knotten / Sturla Holm Lægreid | Norvegia  | 33:56,7 (+1)  |
| 2   | Anna Weidel / Justus Strelow                     | Germania  | +30,4 (+5)    |
| 3   | Franziska Preuß / Philipp Nawrath                | Germania  | +33,1 (+4)    |
| 4   | Lotte Lie / Florent Claude                       | Belgio    | +34,8 (+1)    |
| 5   | Anna Magnusson / Jesper Nelin                    | Svezia    | +36,1 (+3)    |
| 6   | Julia Simon / Fabien Claude                      | Francia   | +1:56,3 (+11) |
| 7   | Julija Dschyma / Dmytro Pidrutschnyj             | Ucraina   | +2:07,7 (+6)  |
| 8   | Polona Klemenčič / Jakov Fak                     | Slovenia  | +2:10,5 (+7)  |
| 9   | Jessica Jislová / Michal Krčmář                  | Rep. Ceca | +2:14,3 (+6)  |
| 10  | Baiba Bendika / Andrejs Rastorgujevs             | Lettonia  | +2:37,1 (+8)  |